# Meganephria crassicornis
Meganephria crassicornis là một loài bướm đêm trong họ Noctuidae.